# Kugaaruk
Kugaaruk (inuktitut: Kugaaruk; ᑳᒑᕐᑭᓪ, ossia "piccola onda") in passato noto come Pelly Bay (Arviligjuaq, "luogo abitato dalle grandi balene", fino al 3 dicembre 1999) è un insediamento inuit situato sul golfo di Boothia, nella regione di Kitikmeot, nel territorio canadese del Nunavut.
L'accesso all'abitato avviene via aereo e per mezzo dei cargo. Secondo il censimento del 2006 la popolazione era di 688 abitanti, con una crescita rispetto al 2001 del 13,7%.

## Cultura
Gli abitanti storici del paese vengono detti Arviligjuarmiut. Kugaaruk è una tradizionale comunità inuit. Fino al 1968, le persone conducevano uno stile di vita prevalentemente nomadico. La popolazione è al 97% Inuit e la maggior parte delle persone si identifica come membro del gruppo netsilik; gli abitanti conducono una vita alla occidentale, con tutti i confort e gli agi del progresso. Alcune famiglie mantengono ancora la dieta tradizionale, a base di foche, caribù e alci.
A causa dell'isolamento della comunità, l'inuktitut sta via via andando in declino. La maggior parte degli ultra trentenni parla l'inuktitut come prima lingua, mentre i giovani sempre più imparano come prima lingua l'inglese e utilizzano l'inuktikut in famiglia.

## Scuola di Kugaaruk
La scuola di Kugaaruk presenta il progetto per la formazione di insegnanti inuit Nunavut Teachers Education Program (NTEP), per quanto riguarda la Regione di Kitikmeot. La struttura è moderna, con biblioteche, palestra e laboratori scientifici e informatici. Vi sono inoltre due insegnanti del dialetto Nattilingmiut, mentre il resto del corpo docenti è occidentale. Dato che gli unici estranei alla comunità sono gli uomini del personale governativo, la rappresentanza studentesca è quasi interamente inuit e la prima lingua parlata è l'inuktitut.
La Kugaaruk School nel marzo 2007 ha stretto rapporti con la YMCA di Mississauga, per un progetto di scambio culturale. Ogni anno quindici bambini e tre insegnanti da Kugaaruk viaggiano fino a Missisauga per un soggiorno di una settimana. Poi, 15 persone di Missisauga si spostano a Kugaaruk per undici giorni immersi nella cultura e nella civiltà inuit. Mentre gli studenti a Kugaaruk prendono confidenza con la pesca e con il sole di mezzanotte, gli studenti a Missisauga viaggiano per l'Ontario visitando anche la CN Tower, la Hockey Hall of Fame e le cascate del Niagara.